# La Rizière
Pour plus de détails, voir Fiche technique et Distribution.
La Rizière est un film français réalisé par Xiaoling Zhu, réalisatrice de nationalité française née dans le Sud de la Chine. Ce film, tourné chez les Dong, est le premier film entièrement en langue dong.
La première a lieu le 9 novembre 2010 à l'Institut Lumière à Lyon lors d'une soirée spéciale Cinéma de montagne.

## Fiche technique
- Titre original : La Rizière
- Réalisation : Xiaoling Zhu
- Scénario et dialogues : Xiaoling Zhu et Simon Pradinas
- Musique originale : Bruno Coulais
- Photographie : Philippe Bottiglione
- Distribution : Zelig Films Distribution (France), Striped Entertainment (en) (international)
- Pays d'origine :  France
- Langue originale : dong
- Durée : 82 minutes
- Dates de sortie :
  - France : 9 novembre 2010 (première à Lyon) ; 2 mai 2012 (sortie nationale)

## Distinctions
- Olympia International Film Festival for Children and Young People 2010 : mention spéciale du jury.
- Festival de Cinéma Asiatique de Tours 2011 : prix du public.
- Festival du film de Monaco 2011 : prix de la meilleure photographie (à l'unanimité).
- Gotham Screen International Film Festival 2012 : meilleur film, meilleure photographie (Philippe Bottiglione) et mention spéciale du jury (meilleure actrice) à Yang Yingqiu, qui interprète la fillette, A Qiu[2].